# Дворец Кучерфельда
Дворец Кучерфельда — дворец в стиле рококо в Братиславе, расположенный на углу улицы Седларска и Главной площади, построенный в 1762 году на месте трёх старых зданий. Дворец был построен Леопольдом фон Кучерфельдом, управляющим императорскими поместьями в Мошонмадьяроваре . Позже он продал его графу Имриху Эстерхази. Сегодня в здании размещаются посольство Франции и Французский институт. Согласно мемориальной доске 1959 года, в этом доме жил и работал известный русский композитор и пианист Антон Григорьевич Рубинштейн.
Это трехэтажное здание с четырьмя крыльями вокруг центрального двора. Над дворцовым порталом нет герба ни одного из владельцев дворца. Дворец был построен в 1762 году на фундаментах двух или трёх средневековых зданий с использованием кладки предыдущих построек. Дома были уже соединены ранее, примерно в 1600 году. После перестройки прежних строений в единый дворец, его украсили архитектурными и художественными деталями, представительной лестницей с декоративными решетками. Автором проекта, вероятно, был Якуб Феллнер из Фелленталя, которому также приписывают архитектурный проект замка в Частковце .
У предыдущих строений в конце XVII и в первой половине XVIII века было несколько владельцев, имена которых сохранились в купчих при продажах друг другу своих долей в доме. В 1679 году Ян Вульпинуш с супругой продали свою долю дома Юзефу Сегнеру. В 1700 году большая часть дома уже принадлежала Йозефу Сегнеру. Ещё одной важной вехой в истории этого здания является 17 сентября 1711 года, когда аптекарь Ян Юрай Пельц купил долю в доме за 900 форинтов. Пельц продолжил скупать доли — в 1716 году он прикупил ещё одну часть дома за 1000 форинтов, а 23 марта 1719 года городской судья Юзеф Сегнер продал свою долю за 4000 форинтов. Наконец, в 1722 году уже весь дом полностью перешел в собственность аптекаря Пельца, который через четверть века продал его коллеге по цеху аптекарю Яну Томашу Стеллингу за 10 000 гульденов.
Дом у Стеллинга купил Леопольд фон Кучерфельд, который перестроил дом во дворец в стиле рококо . Леопольд фон Кучерфельд был влиятельным администратором имперской недвижимости, в 1763 году императрица Мария Терезия даровала ему дворянский титул и герб, тогда Леопольд и решил подкрепить титул соответствующим ему дворцом. Дворец до начала XIX века принадлежал семье Кучерфельд-Подевин. В 1813 году его купил граф Имрих Эстерхази, и семья Эстерхази владела дворцом до конца XIX века.
В настоящее время в здании размещается Посольство Франции и отделение Французского института в Братиславе.